# Wybory parlamentarne w Polsce w 1972 roku
Wybory parlamentarne w Polsce w 1972 roku – wybory do Sejmu PRL, które zostały przeprowadzone 19 marca 1972. Mandaty w Sejmie przydzielono organizacjom należącym do Frontu Jedności Narodu, według ustalonej puli. W Sejmie znaleźli się więc przedstawiciele PZPR (w większości), pozostałych koncesjonowanych partii (ZSL i SD), a także kilkadziesiąt osób bezpartyjnych (w tym po kilku przedstawicieli Stowarzyszenia „Pax”, Znaku i ChSS). Frekwencję 97,94% zatwierdziło Biuro Polityczne KC PZPR.

## Oficjalne wyniki głosowania i wyniki wyborów
Oficjalnie podano, że frekwencja w wyborach do Sejmu wyniosła 97,94%. Według Obwieszczenia Państwowej Komisji Wyborczej na listy FJN oddano 99,53% ważnych głosów. Głosów nieważnych oddano 5 084, czyli 0,02% wszystkich oddanych głosów.

### Podział mandatów
|  | Ugrupowanie                              | Mandaty | % mandatów |
|  | ---------------------------------------- | ------- | ---------- |
|  | Polska Zjednoczona Partia Robotnicza     | 255     | 55,4%      |
|  | Zjednoczone Stronnictwo Ludowe           | 117     | 25,4%      |
|  | Stronnictwo Demokratyczne                | 39      | 8,5%       |
|  | Stowarzyszenie „Pax”                     | 5       | 1,1%       |
|  | Znak                                     | 5       | 1,1%       |
|  | Chrześcijańskie Stowarzyszenie Społeczne | 2       | 0,4%       |
|  | Niestowarzyszeni                         | 37      | 8%         |

### Przykładowe wyniki na poszczególnych kandydatów
- poseł Janusz Groszkowski w okręgu wyborczym nr 1 w Warszawie-Śródmieście – 97,98%
- poseł Józef Kępa w okręgu wyborczym nr 2 w Warszawie-Wola – 93,30%
- poseł Piotr Jaroszewicz w okręgu wyborczym nr 3 w Warszawie-Praga – 98,91%
- poseł Stanisław Stomma w okręgu wyborczym nr 9 w Białymstoku – 98,46%
- poseł Edward Gierek w okręgu wyborczym nr 27 w Sosnowcu – 99,80% (najwięcej ze wszystkich kandydatów)
- poseł Józef Nagórzański w okręgu wyborczym nr 39 w Tarnowie – 91,10% (najmniej ze wszystkich posłów)